# Hochleckenkogel
Hochleckenkogel är ett berg i Österrike.   Det ligger i distriktet Gmunden och förbundslandet Oberösterreich, i den centrala delen av landet, 210 km väster om huvudstaden Wien. Toppen på Hochleckenkogel är 1 691 meter över havet, eller 93 meter över den omgivande terrängen. Bredden vid basen är 1,0 km. Hochleckenkogel ingår i Höllengebirge.
Terrängen runt Hochleckenkogel är kuperad åt nordväst, men åt sydost är den bergig. Närmaste större samhälle är Bad Ischl, 12,9 km söder om Hochleckenkogel. 
I omgivningarna runt Hochleckenkogel växer i huvudsak blandskog. Runt Hochleckenkogel är det ganska tätbefolkat, med 70 invånare per kvadratkilometer.